# Clonmacnoise

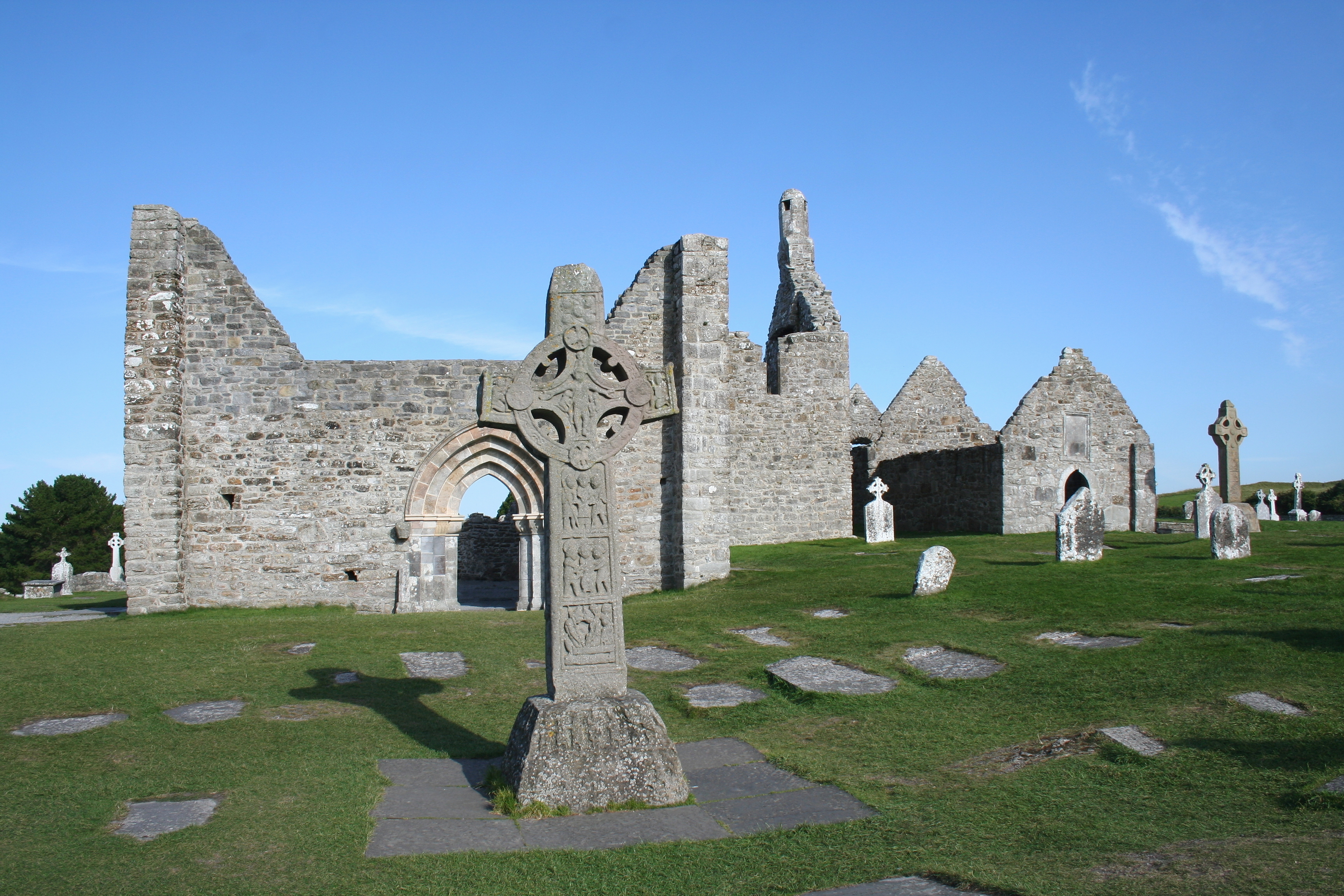
Cross of the Scriptures, Kathedrale und Temple Doolin

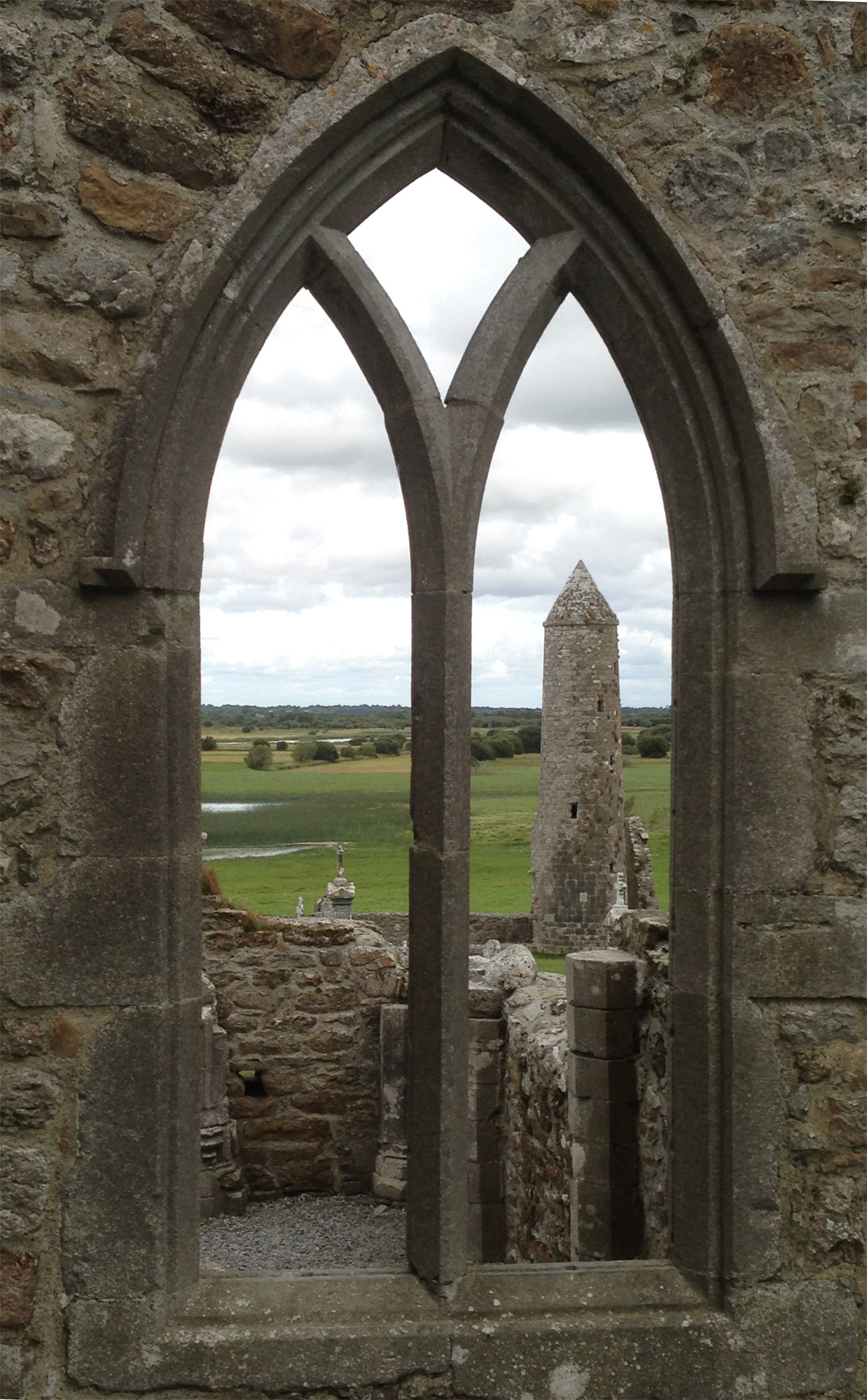
Blick durch ein Fenster der Kathedrale auf den Rundturm des Finiantempels

Clonmacnoise (irisch Cluain Mhic Nóis, „Wiese der Söhne des Nóis“; Aussprache: [kluən̠ʲ vʲikʲ noːʃ]) ist eine Klosterruine im County Offaly, am Fluss Shannon in der Republik Irland gelegen. Die Geschichte des Klosters reicht zurück ins 6. Jahrhundert. Heute ist die Anlage eine der meistbesuchten touristischen Attraktionen Irlands. Die ehemalige Klosteranlage liegt nur wenige Kilometer südlich der nahe dem Inselmittelpunkt liegenden Stadt Athlone.

## Geschichte
Die Gründung des Klosters der Iroschottischen Kirche im Jahr 544 geht auf St. Ciarán zurück. Im selben Jahr starb Ciarán mit erst 32 Jahren, so dass er den Aufschwung des Klosters nicht mehr miterlebt hat. Die Lage war ideal: Straßen in alle Richtungen kreuzten hier, und der Shannon als Wasserstraße war ein unübersehbarer Vorteil. Im Scriptorium entstand u. a. die älteste noch erhaltene Sammelhandschrift in altirischer Sprache, das Lebor na hUidre (dt.: Buch der dunkelfarbigen Kuh), das eine Fassung des Táin Bó Cuailnge (dt. Rinderraub von Cooley), der zentralen Sage des Ulster-Zyklus, enthält.
Auf dem weitläufigen Gelände wurden vom 10. bis 17. Jahrhundert immer neue, kleine Kapellen und Kirchen errichtet, die letztendlich die Gesamtanlage ergaben. Auffällig ist, dass keine der Kirchenruinen ob ihrer Größe besonders heraussticht.
Clonmacnoise wurde zu einem geistlichen und geistigen, aber auch handwerklichen Zentrum Irlands. Viele noch heute bekannte Schriftstücke weisen auf die Bedeutung des Klosters hin. Die Werkstätten schufen besonders schöne Gegenstände, insbesondere Bischofsstäbe oder Reliquienbehälter. Die größte Ausdehnung hatte die Anlage im 12. Jahrhundert.

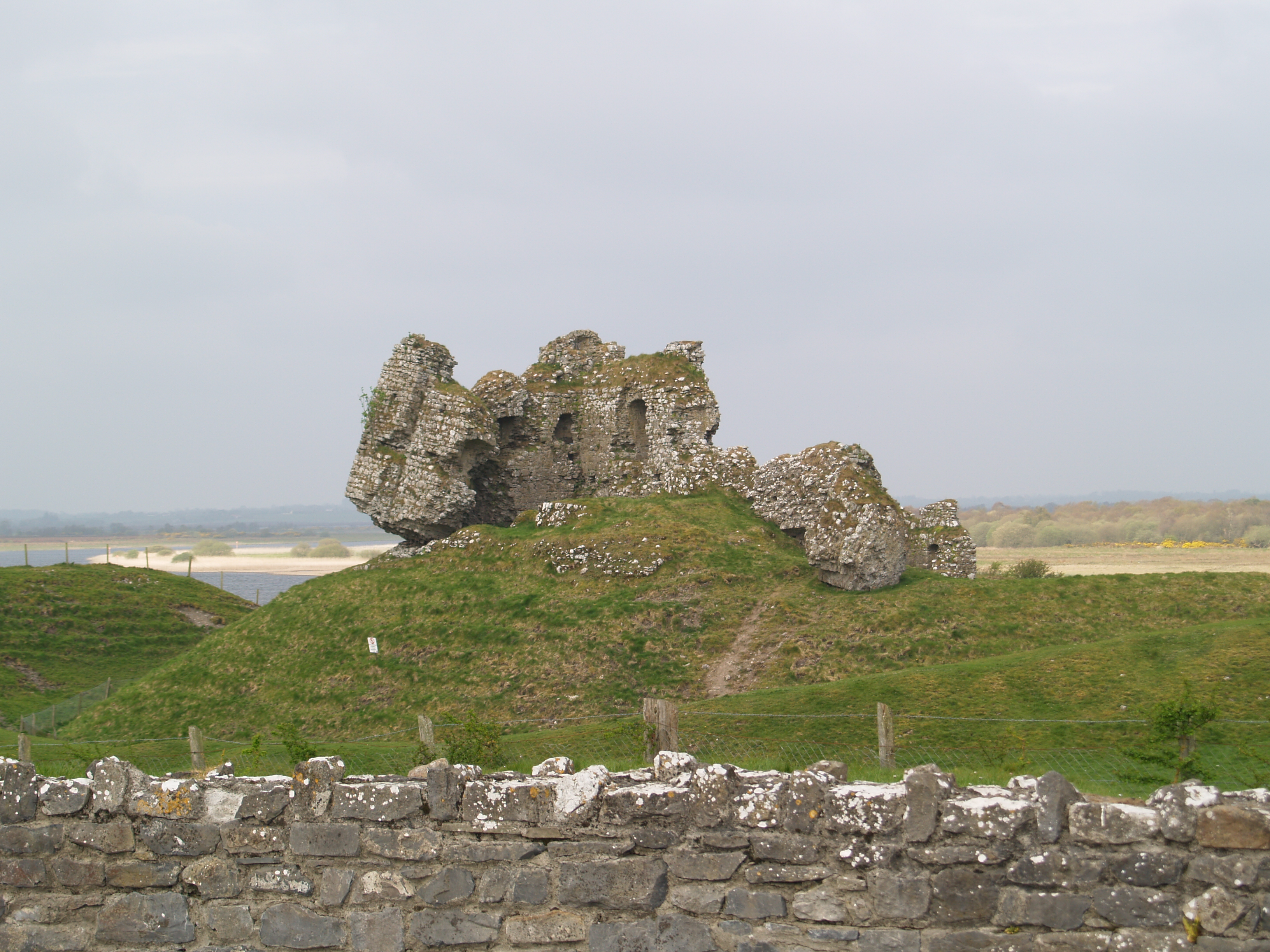
Normannenburg bei Clonmacnoise am Shannon

Damit begann aber auch bereits der Niedergang. Als erstes traten die Wikinger unter Turgesius in Erscheinung, dann plünderten die Normannen das Kloster mehrmals und brandschatzten es. Über 100 Häuser wurden eingeäschert. Die Normannen waren es auch, die in unmittelbarer Nähe des Klosters eine Burg errichteten, deren Überreste auch heute noch auf dem kleinen Hügel über dem Shannon thronen.
1552 erreichten englische Truppen Athlone und versuchten, auch von diesem Kloster Besitz zu ergreifen. Über 100 Jahre konnten sich die Bewohner der Anlage noch wehren. Dann kam Cromwell und verwüstete dieses und Hunderte anderer Klöster. Seither war die Anlage dem Verfall preisgegeben. Seit 1877 ist Clonmacnoise ein National-Monument. Mitte der 1950er Jahre wurde es als kulturelles Erbe dem Staat übertragen.

## Sehenswürdigkeiten
- die Kathedrale
- Nuns Church
- Temple Ciarán
- Temple Connor
- Temple Dowling
- Temple Finghan
- Temple Hurpan
- Temple Melaghlin

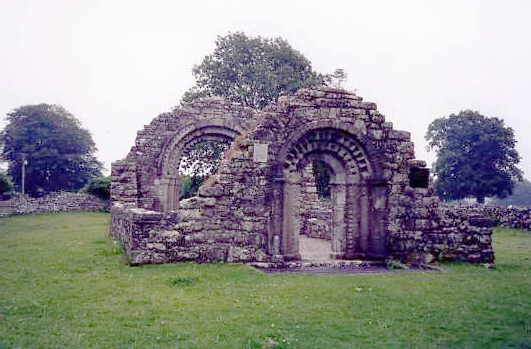
Nuns Church, abseits der Einfriedung

Von den Gebäuden sind nur mehr alte, nicht überdachte Gemäuer übrig. Das gesamte Gelände ist aber übersät mit Grabplatten und Kreuzen, die alle bereits mehrere 100 Jahre alt sind. Die Hochkreuze Clonmacnoise’ haben in der Geschichte Irlands einen besonderen Stellenwert. Heute werden die drei Kreuze in einem kleinen Museum im Eingangsbereich der Anlage ausgestellt. Originalgetreue Kopien stehen auf deren ursprünglichen Plätzen im Gelände.

### Cross of the Scriptures

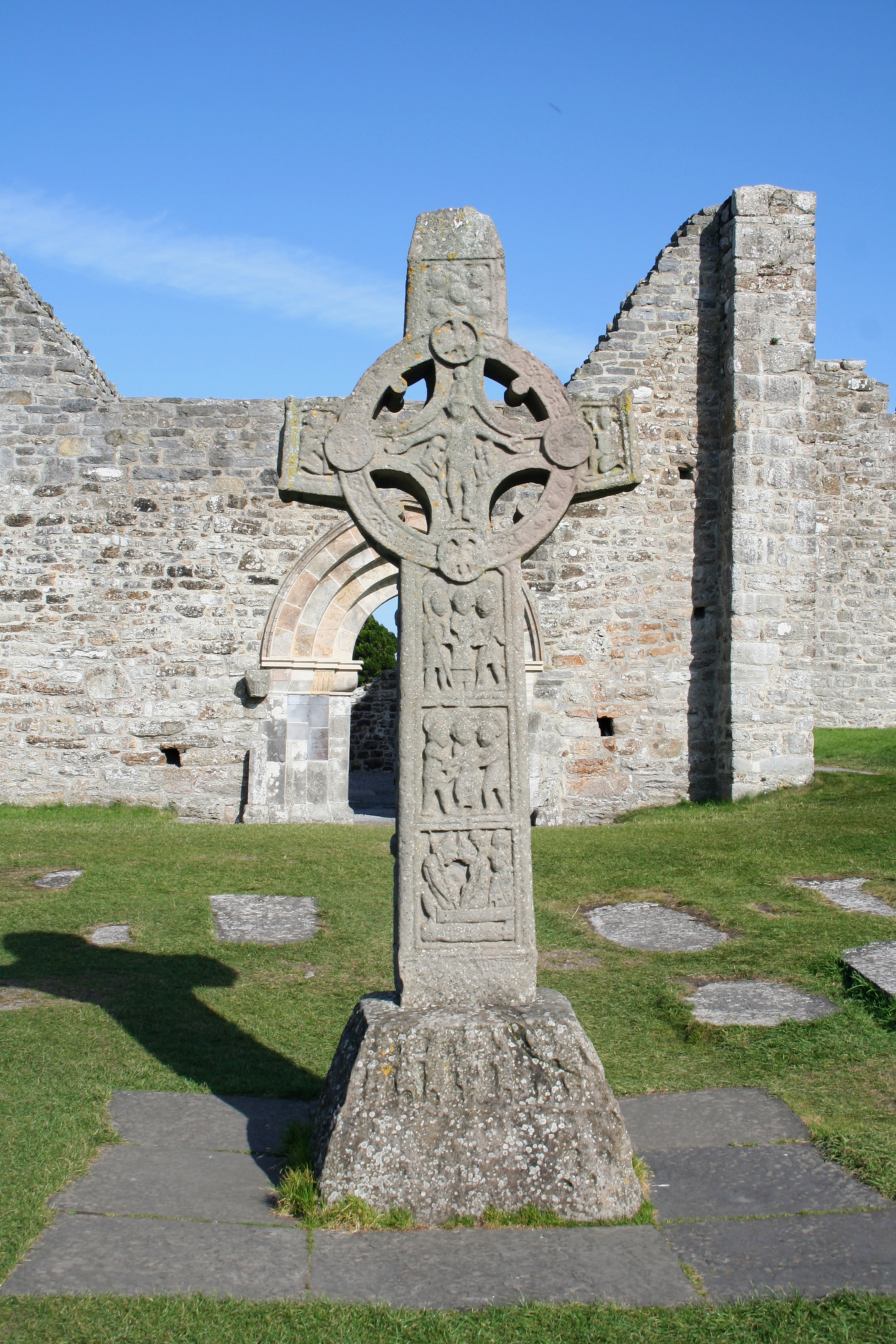
Cross of the Scriptures

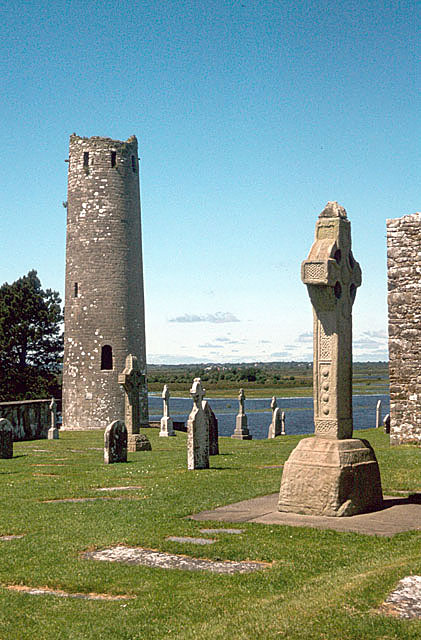
Rundturm

Die Inschriften, die heute kaum mehr zu entziffern sind, lassen darauf schließen, dass dieses Kreuz dem Hochkönig Flann (877–915) geweiht war. Das etwa vier Meter hohe Kreuz ist aus Sandstein gemeißelt und entstand wahrscheinlich im 10. Jahrhundert. Die biblischen Darstellungen zeigen den Verrat des Judas, die Gefangennahme und die Bewachung des Grabes Christi. Es gibt aber auch sehr weltliche Darstellungen wie die Hilfe des Königs Diarmuid beim Errichten einer Kirche oder Reiter, Streitwagen, Jäger und Tiere.

### North- und Southcross
Vom Nordkreuz sind nur mehr Fragmente erhalten. Das Southcross ist zwar von seiner Gestalt her genauso mächtig wie das Cross of the Scriptures. Es sind aber wesentlich weniger bildliche Darstellungen eingemeißelt – und wahrscheinlich auch nicht so eindeutig zuordenbare. Zur Verzierung wurden Ornamente und geometrische Figuren wesentlich verstärkter verwendet.

### Rundtürme
Zwei Rundtürme stehen auf dem Gelände der ehemaligen Klosteranlage.
Der freistehende O’ Rourke’s  Tower wurde 1124 vollendet. Ihm fehlt die bei Rundtürmen typische konische Spitze. Seine heutige Höhe beträgt 19,3 m.
Der zweite Turm (Temple Finghin) wird üblicherweise nicht zu den Rundtürmen gezählt, da er nicht freistehend, sondern fest mit dem Kirchengebäude verbunden ist.

### Whispering Arch
Die Kirche im Zentrum der Anlage – auch als Kathedrale bezeichnet – stammt aus dem Jahre 909 und beherbergt eine Vielzahl von Gräbern und Grabplatten. Ein Torbogen mit Blickrichtung auf den Shannon wird als Whispering Arch bezeichnet. Angeblich hört man hier das Geflüster bis an die gegenüberliegende Seite der Kirche und Priester der damaligen Zeit konnten so Gläubigen, die ansteckende Krankheiten hatten, ungefährdet die Beichte abnehmen.
Whispering Arc ist die Hohlkehle, die in dem Torbogen verläuft – flüstert man auf der einen Seite des Tors in diese Hohlkehle hinein, ist der Satz auf der anderen Seite des Torbogens deutlich zu verstehen.